# Michael Andersson (kartingförare)
Michael Andersson, född 29 september 1989 i Tumba församling i Botkyrka kommun,  är en svensk före detta kartingförare som vann svenska mästerskapen i Rotax Max 2008 och samma år blev han sexa i världsfinalen i Italien. 

## Karriär
Michael började sin racingkarriär med att tävla i kartingklassen Cadetti som 7-åring. Under hela sin period som aktiv förare tävlade han för Södertälje Kart Racing Club. Karriären tog fart på allvar när han 2004 vann MKR-serien i Sverige för Mini.
Sina största framgångar skördade Michael när han började köra i Rotax Max under 2007. Två år i rad, 2007-2008, vann han Rotax Max challenge. Han vann sedan de svenska mästerskapen 2008, bland annat före Dick Olsson.  Tack vare SM-titeln 2008 och sjätteplatsen i världsfinalen samma år hamnade han på topp 50-listan över de bästa idrottarna med anknytning till Södertälje i konkurrens med bland annat Tomas Kollar och Linus Klasen.
Michael Andersson har även banrekordet i Rotax Max på bland annat hemmabanan i Södertälje. 
Under 2009 valde Andersson att satsa på en karriär utanför bilsporten och har sedan dess inte tävlat. 